# 板倉康弘
板倉 康弘（いたくら やすひろ、1980年2月21日 - ）は、埼玉県秩父郡小鹿野町出身の元プロ野球選手（外野手）。

## 来歴・人物
秩父農工高では通算24本塁打。北海道学生野球連盟に加盟する東農大生物産業学部へ進み、大学選手権に出場。4年秋はリーグ優秀選手、ベストナイン。2001年のプロ野球ドラフト会議でオリックス・ブルーウェーブに12巡目で指名され、契約金ゼロで入団した。
2年間プレーするが、ファームでも結果を残すことができず2003年に戦力外通告を受けた。のちに12球団合同トライアウトを受けるも、獲得する球団は無く現役を引退した。
学生時代からイップスの傾向があり、課題であった。運動能力は長けており、大学時代には社会人ラグビーの強豪チームからも声が掛かったという。
現在は会社員。

## 詳細情報

### 年度別打撃成績
- 一軍公式戦出場なし

### 背番号
- 60 （2002年 - 2003年）